# 荒川扇状地
荒川扇状地（あらかわせんじょうち）は、荒川によって作られた大規模な扇状地。埼玉県の寄居町を扇頂とし、熊谷市、深谷市が扇端にあたる。現在の荒川はその南端付近を流れている。
数多くの勇水があり、湖沼が発達している。近年水量が減少している。

## 歴史
北東の深谷市へ向かう部分は現在は台地状となっており（櫛挽台地）、数万年以前に形成された跡である
その後、隆起が起きた結果、扇頂から約8km下流から扇状地中に河岸段丘を生じ、植松橋付近を扇頂として東へ向かい大芦橋付近（熊谷市）を扇端とする新たな扇状地形が形成された。これを「荒川新扇状地」と称する（もしくは｢新荒川扇状地｣、｢熊谷扇状地」）。
縄文時代までは、利根川が荒川扇状地の扇端を流れた。扇状地東端では南流し、熊谷市〜行田市付近で荒川と合流し、東京湾へ向かって流れた。